# Smeringopus thomensis
Smeringopus thomensis là một loài nhện trong họ Pholcidae. Loài này được phát hiện ở São Tomé.